# Jack Cruise
Jack Cruise (* 15. August 1915; † 4. Mai 1979) war ein irischer Komiker, Entertainer und Schauspieler, der viele Shows in den Royal- und Olympia-Theatern in Dublin schrieb und dort auftrat.

## Frühes Leben
Geboren in Phibsborough, Dublin, als Sohn von Michael Cruise (* 1865 in Colchester) und Brigid O'Kelly (* 1880 in Tralee). Er besuchte die St. Vincent's C.B.S. in Glasnevin. Ab 1933 machte er bei den bekannten Dubliner Bäckern Peter Kennedy & Sons eine Buchhalterlehre. Aus Interesse am Schauspiel trat er 1934 den A.O.H. Players bei. In den Folgejahren spielte er mit vielen der führenden Amateurschauspielgruppen der Stadt. 1936, während des Auftritts in der Pantomime 'Jack & the Beanstalk' mit den Fr. Matthew Players, schuf er eine seiner Lieblingsfiguren – John Joe Mahockey aus Ballyslapdashamuckery – ein scharfsinniger Mann vom Land oder Culchie im Dubliner Dialekt, der eine flache Mütze mit einer riesigen Spitze, einen marineblauen Anzug, ein weißes Hemd, eine rote Krawatte und ein großes Paar brauner Nagelstiefel trug.
Jack war ein Cousin ersten Grades des irischen Porträtmalers Leo Whelan.

## Queens Theater
Er trat zunächst im Queens Theater auf und wurde dort Noel Purcell, damals einem Star des Theatre Royal, empfohlen. Kurz darauf begann er mit der Aufführung und dem Schreiben von Drehbüchern für die wöchentlichen Varieté-Shows, für die das „Royal“ bekannt war.

## Theatre Royal
Er verließ Kennedys Bäckerei 1945, um Vollzeit als Hausverwalter und Pressekontakt im Theatre Royal zu arbeiten. Weihnachten 1945 spielte er in der Pantomime „Mother Goose“ mit Noel Purcell, Eddie Byrne, Frankie Blowers, Sean Mooney und Pauline Forbes, deren Vater Dick die Show schrieb, die auch die Royalettes und das Orchester des Theaters unter der Leitung von Jimmy Campbell zeigte. In fünf Wochen hatte sie 231.000 Besucher. Der Kritiker John Finegan beschrieb das Stück als „Dublins größte Panto“. Cruis trat bis in die späten 1940er Jahre regelmäßig im Theatre Royal auf, als die Theater in der Stadt einen Abschwung erlebten. Er kehrte Anfang der 1950er Jahre zum Royal zurück und trat bis zu dessen Schließung 1962 regelmäßig dort auf.
Das Theatre Royal zeigte von 1951/52 Robinson Crusoe (Premiere am 23. Dezember) mit Eddie Byrne als Captain Hook (ein sehr böser Pirat), Jack Cruise und Harry Bailey als Wette und Windee (zwei alte Seeleute) und Noel Purcell als Ma Crusoe (eine fröhliche Witwe). Mit achtzehn benannten Spielern sowie den Royalettes und verschiedenen Einlagen führte das Stück den Irish Clipper in elf Akten zu Neptune's Domain und auf die Insel der Goldenen Palmen, so dass Ma Crusoe den Lollipop-Baum entdecken konnte.
Cruise betrieb auch eine Import-Export-Agentur, bis sich eine neue Gelegenheit bot. 1951 wurde ihm die Sommer-Varieté-Saison in einem irischen Ferienlager in Mosney (County Meath) angeboten, und in den folgenden acht Jahren produzierte er 80 verschiedene Shows für die Teilnehmer.

## Olympia Theatre Dublin
Das schloss zwischen Februar 1964 und August 1964. Es war an eine Gruppe von London-irischen Zöllnern verkauft worden, die die Idee hatten, es in ein Kabarett-Restaurant zu verwandeln. Die Gesellschaft lehnte ab und Jack Cruise, Lorcan Bourke, Richard Hallinan und der Gründer des Dublin Theatre Festivals, Brendan Smith, übernahmen das Olympia Theatre Dublin im August 1964 mit einem sechsmonatigen Mietvertrag. Die erste Show war die Revue "Holiday Hayride" mit Jack Cruise, die besser lief als jede andere Show in der früheren Geschichte des Olympia.
Cruise inszenierte im Olympia unter anderem die folgenden Pantomimen:
- Aladdin (1964)
- Jack in der Box. Jack Cruise (1970)
- Aladdin und die wunderbare Lampe: Jack Cruise Productions (1972)
- Cinderella: Jack Cruise Productions
- Die Glocken klingeln: Jack Cruise Productions

## Letzte Jahre
Jack Cruise war einer der letzten Künstler, der die Auswirkungen des Fernsehens überlebte. In den 1960er und 1970er Jahren leitete er die erfolgreichen Holiday-Hayride-Produktionen. Seine letzte Produktion war die Pantomime Aladdin im Olympia Theatre, Weihnachten 1978.
Er starb im Mai 1979.